# Estación de Casanova
Casanova es una estación en proyecto del tranvía de Barcelona que se situará en la Avenida Diagonal entre los cruces de las calles Casanova y Balmes  Tendrá doble andén lateral y se ejecutará por el proyecto de unión del Trambaix y el Trambesòs por la Avenida 
Los trabajos de construcción del tranvía entre Francesc Macià y Glòries, se dividirían en 2 fases, primero entre Glòries y Verdaguer, ejecutado entre 2022 y 2024, y posteriormente la sección entre Verdaguer y Francesc Macià.

## Servicios ferroviarios
| << cabecera    | < estación     | línea | estación > | cabecera >>            |
| -------------- | -------------- | ----- | ---------- | ---------------------- |
| En proyecto    |                |       |            |                        |
| Trambesòs      |                |       |            |                        |
| Francesc Macià | Francesc Macià |       | Balmes     | Estación de San Adrián |